# Regina Marlena
La Regina Marlena è un personaggio immaginario creato nel 1981 da Mattel per la linea di giocattoli dei Masters of the universe (accorciato spesso in M.O.T.U., in italiano "i dominatori dell'universo").

## Serie del 1983
Marlena era una astronauta terrestre, costretta ad un atterraggio di emergenza su Eternia, dove però rimase bloccata. Soccorsa da Randor, Marlena si innamorò del suo salvatore e lo sposò, decidendo quindi di rimanere su Eternia, e non mostrando mai alcun desiderio di ritornare sul proprio pianeta. Il nome esteso di Marlena è Marlena Glenn, probabilmente un omaggio al famoso astronauta John Glenn. Rispetto al marito, Marlena in un paio di occasioni mostra sospetti sulla doppia identità di suo figlio Adam. Nella seconda serie, due astronauti umani giungono fino ad  Eternia, e riconoscono Marlena. Si tratta di una nozione molto significativa, in quanto nel corso dell'intera serie, è l'unico indizio che lascia intendere al pubblico che le vicende di He-Man si svolgono nello stesso periodo in cui venivano trasmesse.
In un'occasione in cui tutto sembrerà perduto, la Regina Marlena (Glenn) torna al proprio veicolo spaziale, il "Warrior Rainbow", salvando Eternia con una manovra (davvero esistente in aeronautica militare) denominata "looping", che poi insegnerà a Teela che ne resta profondamente ammirata. Il marito Re Randor la proclama il più grande pilota che i pianeti Eternia e Terra abbiano mai avuto.

## Serie del 2002
Nella serie del 2002, il personaggio della regina Marlena ha un ruolo molto inferiore rispetto a quello che aveva nella serie originale. La sua caratterizzazione è pressoché la stessa, ma non viene fatto alcun riferimento alle sue possibili origini terrestri. Marlena è anche una regina guerriera, in grado di difendersi anche da sola, come si vede in un episodio in cui combatte alla pari contro gli Uomini Serpente.